# Kuwejt (miasto)
Kuwejt (lub Al-Kuwait – الكويت) – stolica i największe miasto Kuwejtu położone nad Zatoką Kuwejcką, które powstało na miejscu portugalskiej fortecy z XVI w., a w 1710 r. założyli je imigranci z Półwyspu Arabskiego. Na początku lat 60. była to niewielka osada przedzielona ulicą, jednak wkrótce przekształciła się w nowoczesne miasto. Najokazalsze budowle to Wieże Kuwejckie (Kuwait Towers) oraz pałac Seif, będący siedzibą emira. Według danych z 2014 roku, ludność liczy 637 411 mieszkańców.

## Geografia
Kuwejt jest stolicą kraju, położony w samym centrum Państwa Kuwejtu, z dostępem do Zatoki Perskiej. W mieście znajduje się parlament, większość budynków rządowych, banków i korporacji. Miasto jest głównym ośrodkiem politycznym, gospodarczym i kulturalnym kraju. Kuwejt ma ograniczony dostęp do wody pitnej, dlatego znajdują się tam największe i najbardziej zaawansowane systemy służące do odsalania wody, i dostarczania jej do miasta.

## Miasta partnerskie
- Belgrad, Serbia
- Prisztina, Kosowo
- Sarajewo, Bośnia i Hercegowina
- Gaziantep, Turcja